# Fatih Al
Fatih Al (Ankara, Törökország, 1976. szeptember 12. –) török színész.

## Élete és pályafutása
Ankarában született 1976. szeptember 12-én. 
Több sorozatban is szerepelt, de igazi hírnévre a Szulejmán című török sorozatban nyújtott alakításával tett szert 2011–2013 között.

## Filmográfia

### Sorozat
- Sihirli Annem (2005–2006) (Hasan Ali)
- Rüzgarlı Bahçe (2005) (İbrahim)
- Szulejmán (2011–2013) (Matrakçı Nasuh) (Magyar hangja: Karácsonyi Zoltán)
- Not Defteri (2014) (Mahir Soysal)
- Karadayı (2014) (Sosyete Yusuf)
- Kanatsız Kuşlar (2017) (Muzaffer)
- The Gift (Nazım Kurtiz) (2019–2020)
- Kahraman Babam (Yavuz) (2021)
- Menajerimi Ara (Timur) (2021)
- Aşk 101 (Yıldıray Pınar) (2021)
- Adı Sevgi (Ekrem Baykara) (2022)
- Vermem, Seni Ellere (Şakir) (2023)

### Film
- Hazan Mevsimi - Bir Panayır Hikâyesi (Cemal) (İşçi) (2007)
- Our Grand Despair (Çetin) (2011)
- Evdeki Yabancılar (Yaşar) (2013)
- Daire (Feramus) (2014)
- Uzaklarda Arama (Bakkal Ömer) (2015)
- Beceriksiz Katil (2017)
- Sonsuz Aşk (Tufan) (2017)
- Sofra Sırları
- Smuggling Hendrix (Hasan) (2018)
- Kim Bu Aile? (2022)

## Színház
- Giderayak (2011)
- Korkuyu Beklerken (2010)
- Dolu Düşün Boş Konuş (2014–2016)